# Uświęcona ekologia
Uświęcona ekologia – (z ang. sacred ecology) to perspektywa filozoficzna głównie stosowana w zakresie ekologii oraz antropologii.Często podkreśla wzajemne powiązania wszystkich istot żywych i ekosystemów, traktując je jako część większej, zintegrowanej sieci. Może czerpać z różnych religijnych i rdzennych tradycji, które od dawna wyznają przekonanie o świętości natury i znaczeniu życia w harmonii z nią. 

## Historia dziedziny
Uświęcona ekologia bierze swoje korzenie z etnobiologii i etnobotaniki, które zajmują się związkami człowieka i roślin – jak wpływają na siebie i nawzajem się kształtują. Tradycyjna wiedza ekologiczna długo nie wychodziła poza środowisko naukowe. Wzrost popularności tego tematu nastąpił w latach 90. XX wieku. Fikret Berkes tłumaczy to zjawisko m.in. występowaniem grupy naukowców specjalizujących się w dziedzinie uświęconej ekologii i tradycyjnej wiedzy ekologicznej, którzy równocześnie mają wpływ na politykę międzynarodową; równoległe nurty w innych dziedzinach naukowych; powszechne niezadowolenie wynikające z nieefektywności współczesnych metod naukowych związanych z ekologią oraz dojście do głosu naukowców pochodzących z rdzennych społeczności (szczególnie w kontekście Ameryk Północnej i Południowej). Szczególnie ostatni punkt ma tutaj duże znaczenie – dojście do głosu przedstawicieli rdzennych społeczności. Wydarzeniem kluczowym w tym procesie było pojawienie się i wykorzystanie przez rdzenne ludności Land use and cover change maps. Ich rozwój w ciągu ostatnich 40 lat umożliwił tym społecznościom protekcje swoich terenów, uwierzytelnił żądania o ustanowieniu statusu terenów pod ochroną oraz wspomógł walkę przeciwko projektom takim jak budowa platform wiertniczych na terenach społeczności rdzennych.  
W ostatnich latach tradycyjna wiedza ekologiczna oraz termin uświęconej ekologii zyskały na popularności. Jednym z kluczowych powodów był rozwój nowych metod przekazu informacji – dziś istnieją zasoby, takie jak strony internetowe, urządzenia pamięci przenośnej, filmy, itp. Internet również miał olbrzymi wpływ na rozpowszechnienie informacji na temat uświęconej ekologii.   

### Pierwsze wzmianki
Od 1984 do 1989 roku funkcjonowała Traditional Ecological Knowledge Working Group of International Conservation Union (IUCN), która za cel postawiła przybliżenie wartości tradycyjnej wiedzy ekologicznej w dziedzinie konserwacji i ochrony środowiska. Powstały również inne międzynarodowe inicjatywy promujące tradycyjną wiedzę ekologiczną, takie jak program UNESCO, który spożytkował tradycyjne systemy zarządzania strefami nadmorskimi, lub projekt UNRISD, który badał rolę wiedzy tradycyjnej w zarządzaniu obszarami chronionymi. Dopiero w latach 90. XX wieku zyskała rozgłos publiczny, szczególnie po ukazaniu się artykułu w magazynie Time zatytułowanym Lost tribes, lost knowledge. Dziś sytuacja ma inny charakter – ze względu na momentalny rozwój zasobów internetowych ilość informacji na temat tradycyjnej wiedzy ekologicznej oraz powszechny do niej dostęp nieustannie wzrastają.  

### Uświęcona Ekologia
Fikret Berkes, prekursor terminu, urodził się w 1945 roku. Jest profesorem na Uniwersytecie w Manitobie w Instytucie Zasobów Naturalnych. Zajmuje się głównie badaniem zarządzania zasobów naturalnych w różnych społeczeństwach na całym świecie, relacji jakie zachodzą pomiędzy tymi społeczeństwami a środowiskiem, w którym żyją. 
Książka Uświęcona ekologia pierwszy raz ukazała się w 1999 roku. Według Berkesa badanie wiedzy zachowanej przez społeczeństwa rdzenne, przemawia za zwróceniem się ku holistycznemu podejściu do współczesnej ekologii, szukaniu nowych rozwiązań w tradycyjnej wiedzy ekologicznej, odwołuje się do antropologii, etnobotaniki, etnobiologii (m.in. Claude Levi-Strauss). Autor przywołuje w książce badania, które prowadził wśród społeczności Kri z terenów zatoki Jamesa. Tam też zaczęło się jego zainteresowanie tradycyjną wiedzą ekologiczną oraz jej możliwym zastosowaniem w zachodniej metodologii w dziedzinie ekologii.  Wraz z rozwojem jego badań, Berkes dochodził do coraz ciekawszych wniosków, które natomiast rodziły kolejne pytania badawcze. To co najbardziej go nurtowało, to w jaki sposób rybacy Kri nie doprowadzali do nadmiernego poławiania mimo iż nie obowiązywały ich żadne zewnętrzne regulacje. Z obserwacji Berkesa wynikało, iż stosowali wewnętrzne sposoby oparte na wspólnocie, wspólnym zarządzaniu. 

## Powiązanie ekologii z tradycją

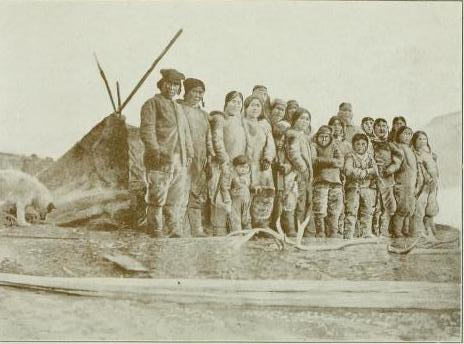
Ludność rdzenna zamieszkująca tereny Zatoki Arktycznej

Społeczeństwa tradycyjne często nie odróżniają opozycji pomiędzy człowiekiem a naturą, ale widzą go jako nieodłączną część natury. Systemy te akcentują fakt, iż każdy aspekt naszego istnienia w kontekście społecznym nierozłącznie znajduje się pod wpływem biosfery. Berkes i Folke argumentują, że “odróżnianie systemów społecznych od naturalnych jest arbitralne i fałszywe”. W praktykach społeczności tradycyjnych religia łączy się z “zarządzaniem ziemi”, w pewnym sensie reguluje użytkowanie jej, nakładając tabu na rośliny, zwierzęta itp. Społeczeństwa małe i samowystarczalne sprzyjają rozwojowi różnorodności biologicznej. Większość terenów dzisiaj uznawanych za chronione ze względu na występujące na nich biozróżnicowanie, okazuje się być terenami dawniej zarządzanymi przez ludy tubylcze. Z tego powodu, wiele organizacji dąży do ponownego wprowadzenia metod zarządzania zgodnych z lokalną tradycyjną wiedzą ekologiczną. W niektórych państwach, jak np. w Kolumbii, powstały ośrodki wykorzystujące owe metody. 

## Odpowiedź na rosnące zagrożenie klimatyczne?
Wielu badaczy, zajmujących się zarówno dziedziną antropologii ekologicznej jak i ekologii oraz biologii, podkreśla, że rozwiązaniem problemu zmian klimatycznych może być wykorzystanie tradycyjnej wiedzy ekologicznej. Ruchy takie jak permaculture design czy food forest systems, których celem jest upowszechnienie zrównoważonego rolnictwa, biorą się z technik stosowanych głównie przez rdzennych amerykanów.  
Najważniejszą cechą tradycyjnej wiedzy ekologicznej jej adaptowalność do zmieniających się warunków środowisk. Powstawanie coraz nowszych i dokładniejszych map Land use maps ukazuje, że tereny o największej bioróżnorodności to tereny gospodarowane lub dawniej zarządzane przez małe społeczności rdzenne i tradycyjne.  Dodatkowo z powodu rosnącej liczby badań nad ludami tubylczymi i sposobami zarządzania ich środowiskiem, raz po raz ukazują, iż owe zarządzanie wspiera istniejący ekosystem, zamiast stopniowo go wyniszczając, jak dzieje się w przypadku technik “zachodnich”. 

## Kontrowersje w środowisku naukowym

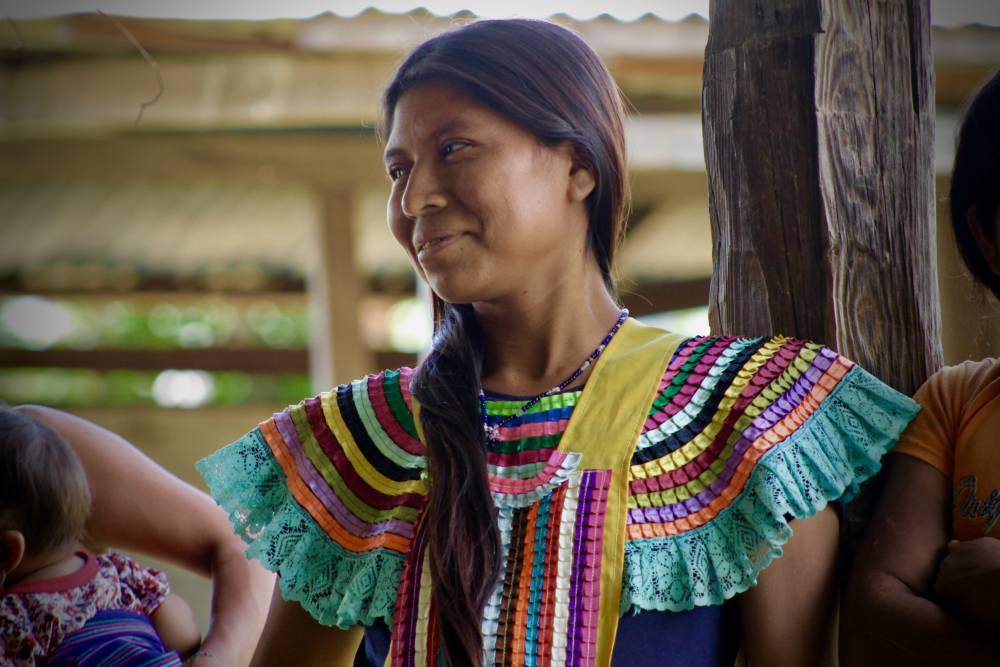
Kobieta z ludu Tzeltalów

Głównym zarzutem skierowanym ku tradycyjnej wiedzy ekologicznej jest jej “nieobiektywność” według standardów “zachodniej” nauki – kwestionowana jest jej holistyczność czy połączenie zarządzania środowiskiem z duchowością jako główny argument potwierdzający jej nie-naukowość. Kontrargumentem w tej sprawie okazuje się fakt, że większość taksonomii tubylczej w dużej większości pokrywa się z taksonomią ustandaryzowaną. W swoich badaniach nad taksonomia roślin społeczności Tzeltal, Brent Berlin zdołał zawrzeć 471 nazw, z których 60% pokrywała się z taksonomią linneuszowską. 
Zachodnia ekologia spotyka się z analogiczną krytyką – przez wielu badaczy oraz działaczy na rzecz społeczeństw tradycyjnych, domniemany obiektywizm powszechnej ekologii łączy się z indywidualizmem. Ekologia w zachodnim podejściu stała się jednokierunkowa, a więc nie bierze pod uwagę szerszej perspektywy oraz innych aspektów, które mogą wpływać na środowisko oraz zachodzące w nim zmiany, w przeciwieństwie do tradycyjnej wiedzy ekologicznej, która zachowuje podejście społeczne, holistyczne. Wchodzi w to również aspekt rasizmu oraz historycznie “białej dominacji” kulturowej – współcześnie, w zdecydowanej większości państw tradycyjna wiedza ekologiczna została zastąpiona ustandaryzowaną ekologią zachodnią. Problemem w ustaleniu obiektywności tradycyjnej wiedzy ekologicznej może również sprawić nieznajomość i w rezultacie błędna interpretacja tubylczych terminów. Eugene Hunn przedstawia listę, która może pomóc badaczowi w poprawnej interpretacji owych terminów: 

1) tubylcze terminy klasyfikacyjne są mniej wyczerpujące od zachodnich terminów naukowych; 2) gatunki istotne dla przetrwania społeczności mogą być nadmiernie różnicowane; 3) powyżej poziomu taksonomicznych gatunków, luka pomiędzy klasyfikacja tubylczą a zachodnią zwiększa się; 4) podstawowe nazwy w terminologii tubylczej mogą mieć dwa znaczenia; 5) nazwy w klasyfikacji tubylczej nie są ustandaryzowane; [...] 6) tradycyjna wiedza zwykle rozróżnia płeć w swojej klasyfikacji; 7) informatorzy wprowadzający w lokalną wiedzę ekologiczną muszą być bardzo ostrożnie wybierani.

## Rzecznictwo wobec ludności tubylczej

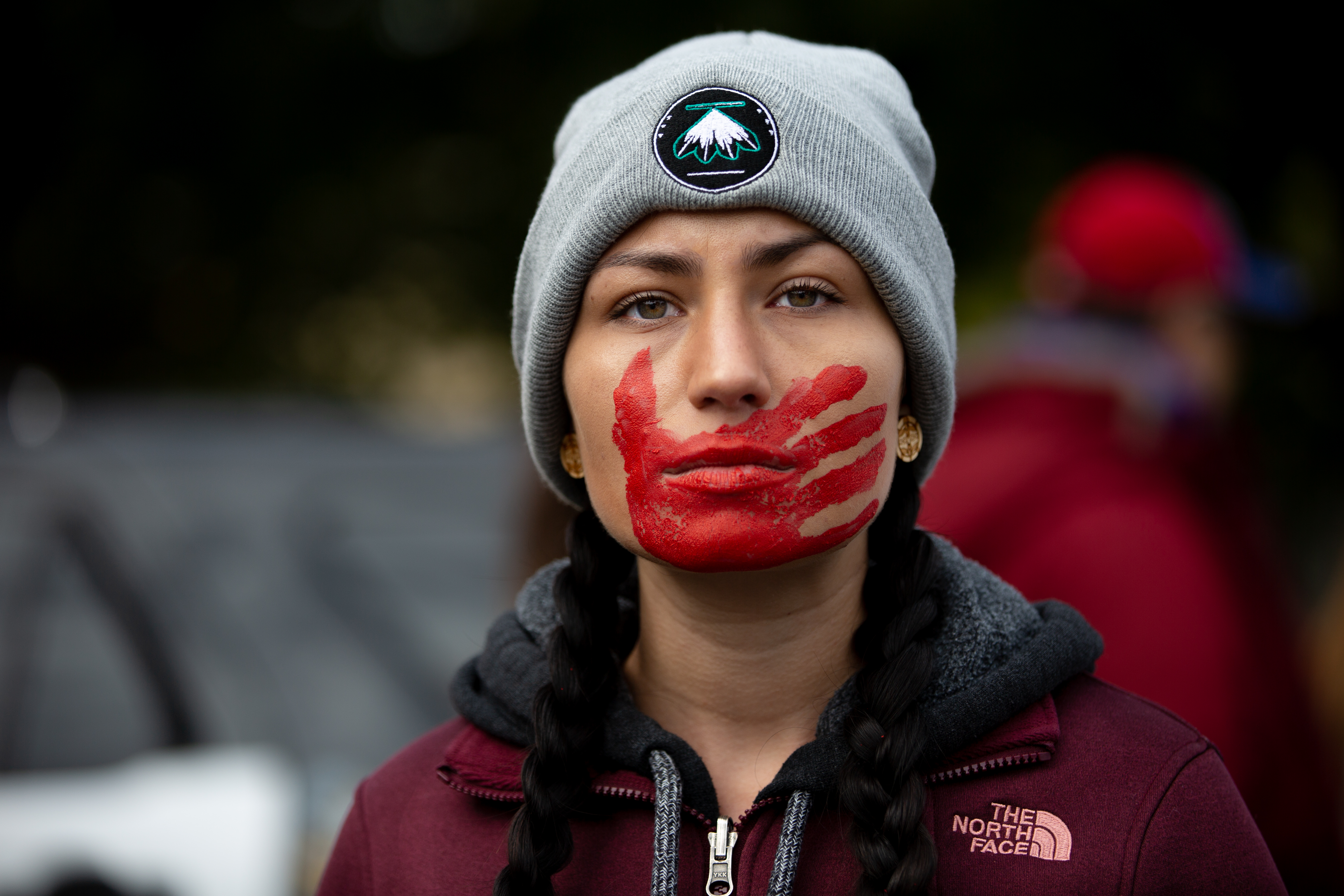
Uczestniczka wiecu i marszu Greater Than Fear w Rochester

Wzrost popularności tematu tradycyjnej wiedzy ekologicznej spowodował zwiększone możliwości zarówno dla aktywistów na rzecz rdzennej ludności, jak i naukowców pochodzących z grup ludności tubylczej, na szerzenie informacji, dojście do głosu, praktykowanie swoich dawnych tradycji, (choć również był spowodowany przez ubieganie się ludności rdzennej, szczególnie Ameryk, o uznanie swoich praktyk za istotne) itp. Naukowcy pochodzący z ludów rdzennych zarzucają nauce zachodniej paternalizowanie ich praktyk, bo dopuszczają do głosu jedynie tę wiedzę, która mieści się w ramach zachodniej metody. Zwiększenie możliwości dla naukowców pochodzących ze społeczności tubylczych doprowadziło do rozpowszechnienia się innych metod przekazywania wiedzy, bardziej zgodnych z tradycyjnymi metodami przekazu – Berkes przywołuje przykład badaczki, która wiedzę ekologiczną swojej społeczności ukazała w formacie pieśni i legend. 
Robert Johannes w swoich badaniach na Archipelagu Palau w latach 70. XX wieku, był w stanie w przeciągu kilku miesięcy zebrać lokalizacje tarła oraz 55 gatunków ryb zmierzających z ruchem księżyca na tarło. Ukazuje to, iż tradycyjna wiedza ekologiczna może być wykorzystana w zbieraniu ważnych informacji badawczych. 